# ラハム・ミフラーン
ラハーム・ミフラーンは、ミフラーン家の出身のサーサーン朝の武官。ペーローズ1世の王位獲得に貢献した。

## 生涯
457年、サーサーン朝の皇帝ヤズデギルド2世が死んだ。その後継者として、ヤズデギルド2世の時代に権力を握っていたスーレーン家はヤズデギルドの息子ホルミズドを擁立した。対して、ミフラーン家は別の息子ペーローズを擁立した。当初はホルミズドが優勢となり皇帝に即位した。しかし、ラハーム・ミフラーンの援助を受けたペーローズ1世の勢力が、459年にはライイでホルミズドを打ち破った。そして、ラハームはペーローズを新しいサーサーン朝のシャーとして戴冠させた。